# Niecka (naczynie)
Niecka (potocznie niecki) – naczynie drewniane; powszechnie (głównie na wsi) używane w domach w XIX wieku. Wydrążone półkolisto w jednym kawałku drewna, podłużne, niezbyt głębokie, o różnorodnym zastosowaniu: do wyrabiania ciasta, kąpania dzieci, zbierania mąki podczas mielenia w żarnach, itp.